# Sighvatsson
Sighvatsson ist ein männlicher isländischer Name.

## Herkunft und Bedeutung
Der Name ist ein Patronym und bedeutet Sighvaturs Sohn. Die weibliche Entsprechung ist Sighvatsdóttir  (Sighvaturs Tochter).

## Namensträger
- Róbert Sighvatsson (* 1972), isländischer Handballspieler und -trainer
- Sigurjón Sighvatsson (* 1952), isländischer Filmproduzent